# Vincent Dockx
Vincent Dockx is een personage uit de Belgische televisieserie Matroesjka's en wordt gespeeld door Tom Van Dyck.
Vincent is de zoon van John Dockx, de eigenaar en baas van Studio 69. Vincent is een wrede en sadistische man, en deinst er niet voor terug om ook vrouwen te slaan of mishandelen. Wanneer John beslist om Raymond Van Mechelen de leiding te geven over Studio 69, voelt Vincent zich gepasseerd en beledigd. Hij vindt Ray te soft en heeft kritiek over diens verhouding met de prostituee Kalinka. Hij doet Jan Verplancke en Eddy Stoefs enkele voorstellen om samen Studio 69 te runnen en Ray buitenspel te zetten.
Wanneer een dronken Vincent Kalinka seksueel aanrandt, duwt Ray hem neer op de hoek van een tafeltje waardoor hij in een rolstoel eindigt. Als John onverwacht overlijdt vlak na de thuiskomst van Vincent, ziet hij zijn kans om de leiding over Studio 69 over te nemen. Hij wil vrede sluiten met Ray, op voorwaarde dat die zijn relatie met Kalinka stopzet. Achteraf vraagt hij aan Jan of die geen huurmoordenaars kent om Ray te vermoorden. Jan tipt Ray, die Vincent de kop inslaat voor het zover komt.

## Uitspraken
- 'k Zen 'k ik wel on 't eten hé mieke.
- Hemme ze a nooit gelierd da ge ni me a ete meugt speule?
- Da's goei saus, hè? Amai da's goei saus!
- Na godde toch een paar meund me nen automatique moeten rijden zenne.
- Awel, ik gon da meepakken. Doar zen 'k ik na is echt content van se.
- We are going to Holland, yes? Hup, hup, Holland hup!
- Ik heb uwe maat zenne flosj der af geschoten, jong. Z'n twee ballekes in frennen vaneen. BANG!
- Die hedde gij geire hè, de lesten tijd? Zedde daar na ni een klein bitje vies van, me al da volk dat er al over is gewist?
- Ikke? Da hadde gedacht hè! Ik zen a vuilmeid ni hè, clown!
- We moeten van de 69 een club maken. Een seksclub. En showkes organiseren. Ne gangbang godverdoemme! Daar komt den dag van vandaag volk oep af!
- Wie komt er na nog uit z'n kot om zo'n paar Russische snollen aan ne paal te zien hangen?
- Da wijf is gestoord! Ze heeft bekan mijne piet er af gebeten!
- Mijne jos is zo dood as ne pier.
- Ik vuul zelfs ni mier wannier da'k moet kakken. Als ik vergeet ne pamper aan te doen, loop 'et zo langs m'n broekspijpen in m'n schoenen.
- Sta ier soems "onnozeleir" geschreven?